# Octonoba tanakai
Octonoba tanakai là một loài nhện trong họ Uloboridae.
Loài này thuộc chi Octonoba. Octonoba tanakai được Hajime Yoshida miêu tả năm 1981.

## Hình ảnh

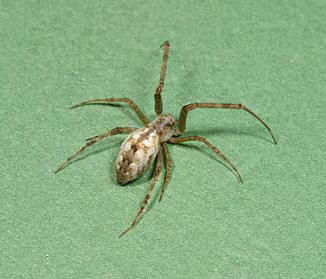
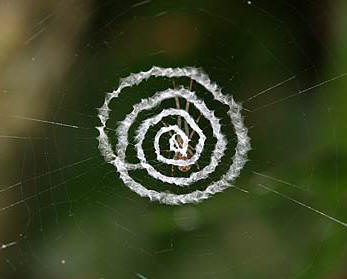
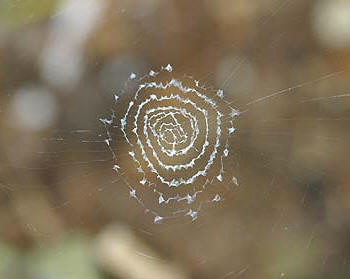